# Антильские ужи
Антильские ужи (лат. Ialtris) — род змей семейства ужеобразных.
Представители рода являются эндемиками острова Гаити и встречаются лишь на территории Гаити и Доминиканской республики.
Выделяют четыре вида антильских ужей.
- Ialtris agyrtes Schwartz & Rossman, 1976 — Антильский уж Шварца и Россмана
- Ialtris dorsalis (Günther, 1858) — Антильский уж Гюнтера
- Ialtris haetianus — выделяют три подвида:
  - Ialtris haetianus haetianus (Cochran, 1935)
  - Ialtris haetianus perfector (Schwartz & Thomas, 1965)
  - Ialtris haetianus vaticinata (Schwartz, 1970)
- Ialtris parishi Cochran, 1932 — Антильский уж Кохрана